# These Things Happen
These Things Happen (deutsch „Sowas kann passieren“) ist ein Jazzalbum von Keefe Jackson, Oscar Jan Hoogland, Joshua Abrams und Mikel Patrick Avery. Die am 29. April 2016 im Amsterdamer Veranstaltungsort Bimhuis entstandenen Aufnahmen erschienen auf dem Label Astral Spirits, als Download am 5. August 2022 auf der Plattform Bandcamp.

## Hintergrund
Der Einfluss des Post-Freebop des Instant Composers Pool in Amsterdam habe viele Chicagoer Musiker in den 1990er-Jahren hart getroffen, als sie erleben mussten, dass Misha Mengelberg, Han Bennink, Ab Baars, Tobias Delius und andere die gleichzeitige Akzeptanz und Respektlosigkeit gegenüber der [Jazz]-Tradition ähnlich handhabten wie das, was in bestimmten Kreisen von Windy City aufblühte, schrieb Peter Margasak, als Musikjournalist und Programm-Verantwortlicher des Constellation in Chicago ein Kenner der zeitgenössischen Chicagoer Avant-Jazz-Szene.
Mit Keefe Jackson, Joshua Abrams und Mikel Patrick Avery trafen drei der profiliertesten Improvisatoren Chicagos 2016 mit dem niederländischen Pianisten Oscar Jan Hoogland zusammen, der damals wie ein potenzieller Erbe des 2017 verstorbenen Misha Mengelberg erschien, bevor er sich allgemein für experimentellere Einstellungen entschieden habe. Bereits im Jahr zuvor waren die vier Musiker im Chicagoer Spielstätte Elastic Arts aufgetreten.
Nach ihrem eigenen Verständnis soll in der Musik des Bandprojekts Klänge und Spielweisen fusioniert werden, die im Raum zwischen Chicago und Amsterdam angesiedelt sind. Die Musik von Misha Mengelberg, Dewey Redman, Herbie Nichols und Thelonious Monk seien gleichermaßen „Absprungstellen“. Vor allem sei es Monks Musik gewesen, die vollständige musikalische Idiome mit einem konzeptuellen Eigenleben geschaffen hätte.

## Titelliste

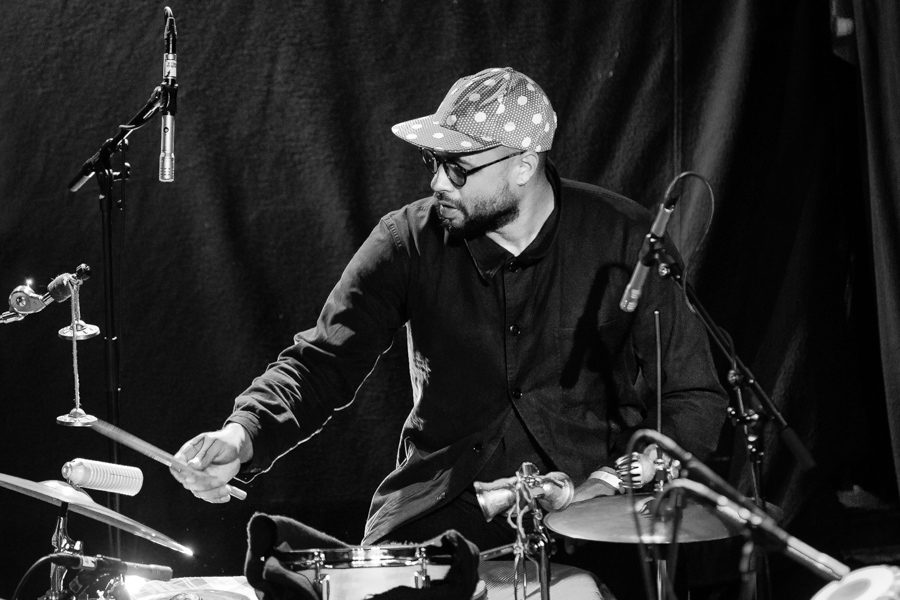
Mikel Avery auf dem Kongsberg Jazzfestival 2019

- Keefe Jackson, Oscar Jan Hoogland, Joshua Abrams & Mikel Patrick Avery – These Things Happen (Astral Sprits PB012/AS173)[4]

1. Epistrophy (Monk) 3:36
2. Gotta Get Some Sleep (Dewey Redman) 3:52
3. Wimpel (Oscar Jan Hoogland) 3:26
4. The Happenings (Herbie Nichols) 4:15
5. Bemsha Swing (Monk) 2:30
6. Aanhanghuis (Oscar Jan Hoogland) 4:16

## Rezeption
Peter Margasak schrieb in The Quietus, auf dem Album gebe es sechs markige Darbietungen, darunter zwei Kompositionen von Thelonious Monk und eine weitere von Misha Mengelbergs Favorit Herbie Nichols („The Happenings“, die der Komponist selbst nie aufnehmen konnte). Es gebe auch ein paar Melodien des Pianisten selbst, die genau dazu passen. Schlagzeuger Mikel Patrick Avery teile mit Han Bennink einen Sinn für Ökonomie, und da Joshua Abrams die Changes zurückhalte, würde dies dem Pianisten helfen, eine Inside-Out-Ästhetik festzuzurren, die Chicago und Amsterdam umspanne. Das Ganze swinge wie verrückt, mit Holzbläser Keefe Jackson vorneweg, der melodische Rätsel auflöse und die Rhythmusgruppe mit der Zeit spiele wie mit Toffee.
Monks Musik sei gleichzeitig herausfordernd und eine Art Lingua franca, was praktisch ist, wenn die Mitglieder ihrer Band komplizierte Zeitpläne und weit verstreute Adressen haben, sich aber nicht einfach durch ein paar einfache Melodien quälen möchten, schrieb Bill Meyer (Dusted). All diese Aufmerksamkeit, die dem Monk-Material gewidmet werde, sollte nicht als Schattenwurf auf die anderen vier Darbietungen der Platte interpretiert werden. Die Art und Weise, wie sie durch Herbie Nichols‘ martialisches „The Happenings“ schlendern und taumeln, sei so trittsicher, dass man vermutet, dass sie mit einem breiten Lächeln etwas verbergen wollen. Die Höhen und Tiefen von Dewey Redmans „Gotta Get Some Sleep“ klängen so unruhig, als ob es sich um eine Ehrenmelodie von Monk handle. Und Hooglands zwei Beiträge stünden in erhabener Gesellschaft.